# Rum bianco

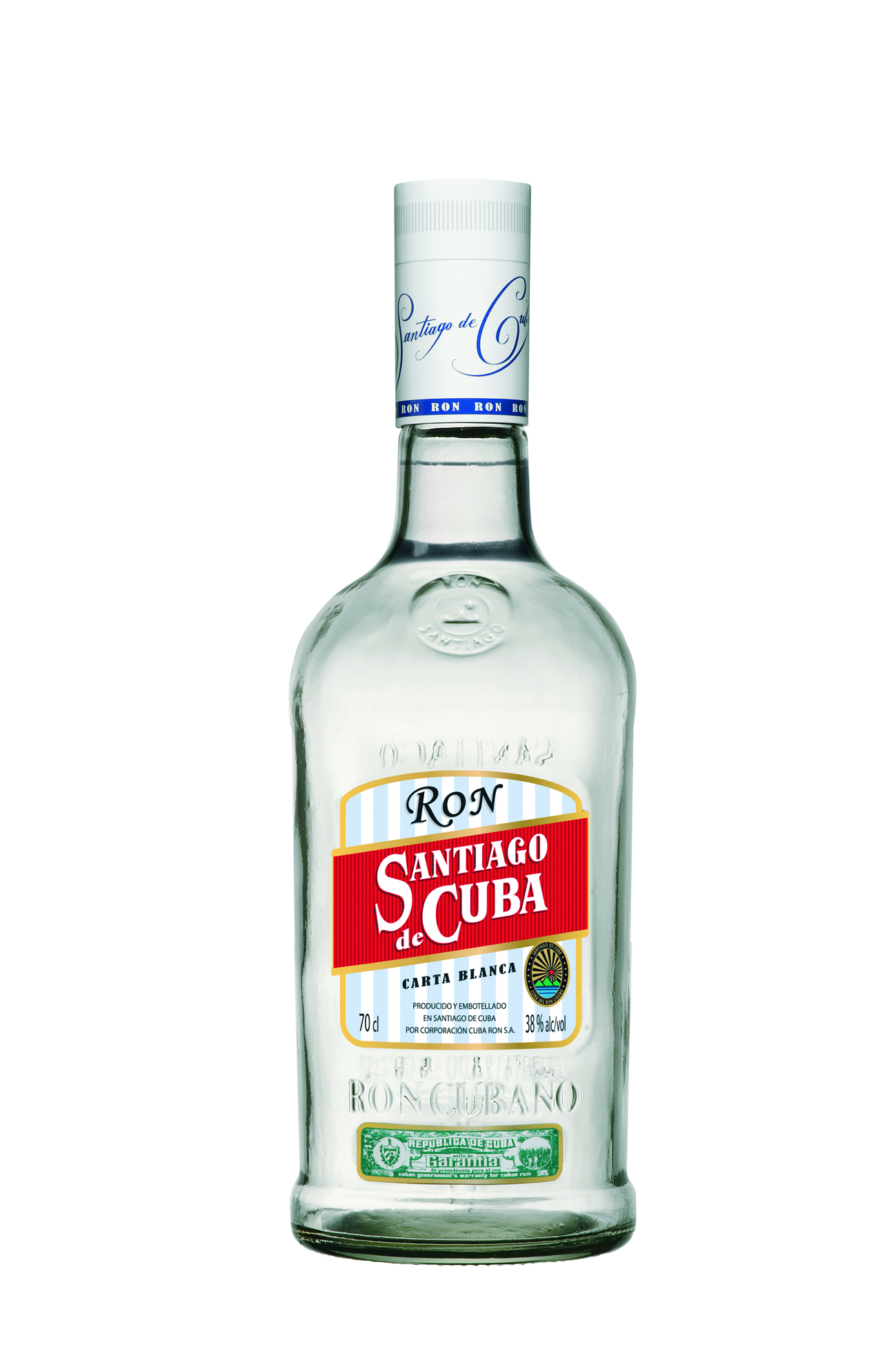
Un esempio di rum bianco

Il Rum Bianco è una tipologia di rum dal colore bianco perfettamente trasparente o leggermente opaco. A parte alcune eccezioni è un rum di bassa qualità, ricco di vapori d'alcol e dal sapore pungente e poco aromatico.
Possiede almeno un anno di invecchiamento, altrimenti sarebbe considerato semplicemente acquavite di canna. È la base ideale per molti cocktail tra cui il mojito.